# Evangelische Kirche Wingeshausen

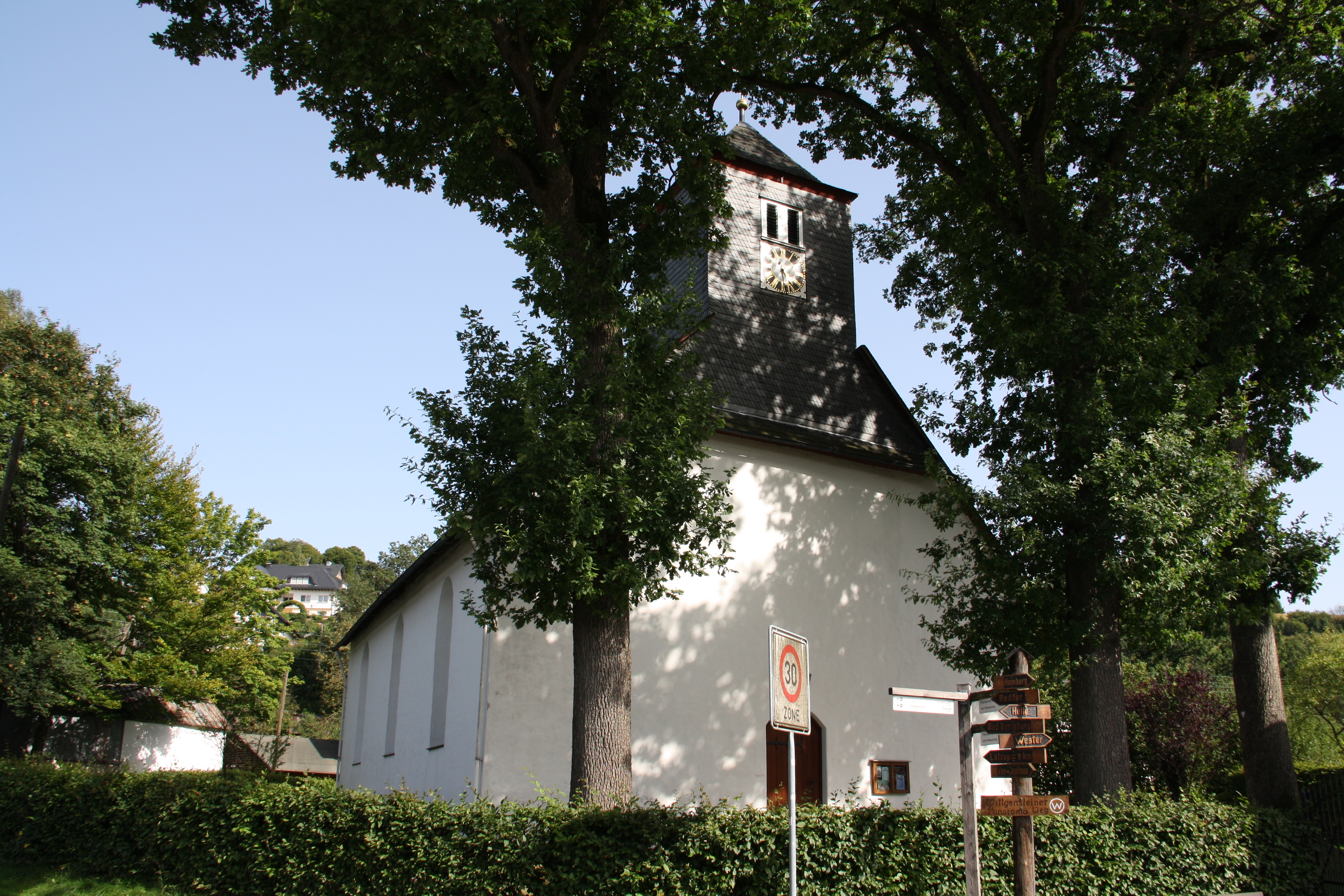
Evangelische Kirche Wingeshausen

Die evangelische Kirche ist ein denkmalgeschütztes Kirchengebäude in Wingeshausen, einem Ortsteil der Stadt Bad Berleburg im Kreis Siegen-Wittgenstein (Nordrhein-Westfalen).

## Geschichte und Architektur
Die ehemalige Marienkirche ist eine spätromanische, dreijochige Hallenkirche mit halbrundem Chorschluss. Sie wurde in der zweiten Hälfte des 13. Jahrhunderts errichtet. Der Dachreiter wurde 1822 aufgesetzt. Der schlichte Putzbau mit Rundbogenfenstern und gerade geschlossenen Seitenschiffen, entspricht der regionalen Ausprägung der Hallenkirchen. Im Inneren sind den Pfeilern der beiden westlichen Joche drei Halbsäulen mit Würfelkapitellen vorgesetzt. Darüber ruhen zwischen Gurt- und Scheidbögen kuppelige Gratgewölbe. In die Seitenschiffe wurden trapezförmige Gewölbefelder eingezogen. Die 1955 von den Emporen befreiten östlichen Joche sind auf Grund fehlender Halbsäulen und der Ausnischung der Außenwände querhausartig akzentuiert. Die Nebenapsiden sind als Halbrundnischen in Mauerstärke ausgeführt. Der Innenraum wurde 1955 neu ausgemalt.

## Ausstattung
Die Glocke mit einer Majuskelinschrift wurde im 14. Jahrhundert gegossen. Sie trägt ein Glockengießersiegel und ist auf den Ton fis2 - 5 gestimmt.

## Orgel
Die neue Orgel mitsamt einer neuen Brüstung wurde 2007 von Dieter Noeske eingebaut. Das Schleifladen-Instrument hat 15 Register auf zwei Manualen und Pedal. Die Spiel- und Registertrakturen sind mechanisch.
| I Hauptwerk C–g3 |       |
| Principal        | 8′    |
| Gedackt          | 8′    |
| Octave           | 4′    |
| Flöte            | 4′    |
| Quinte           | 2 ⁄3′ |
| Octave           | 2′    |
| Mixtur           | 1′    |
| Zimbelstern      |       |

| II Oberwerk C–g3 |    |
| Hohlflöte        | 8′ |
| Gambe            | 8′ |
| Flt.travers      | 4′ |
| Flöte            | 2′ |
| Oboe             | 8′ |
| Tremulant        |    |

| Pedal C–f1 |     |
| Subbass    | 16′ |
| Octavbass  | 08′ |
| Posaune    | 16′ |

- Koppeln: II/I, I/P, II/P